# Biserica de lemn din Piroșa

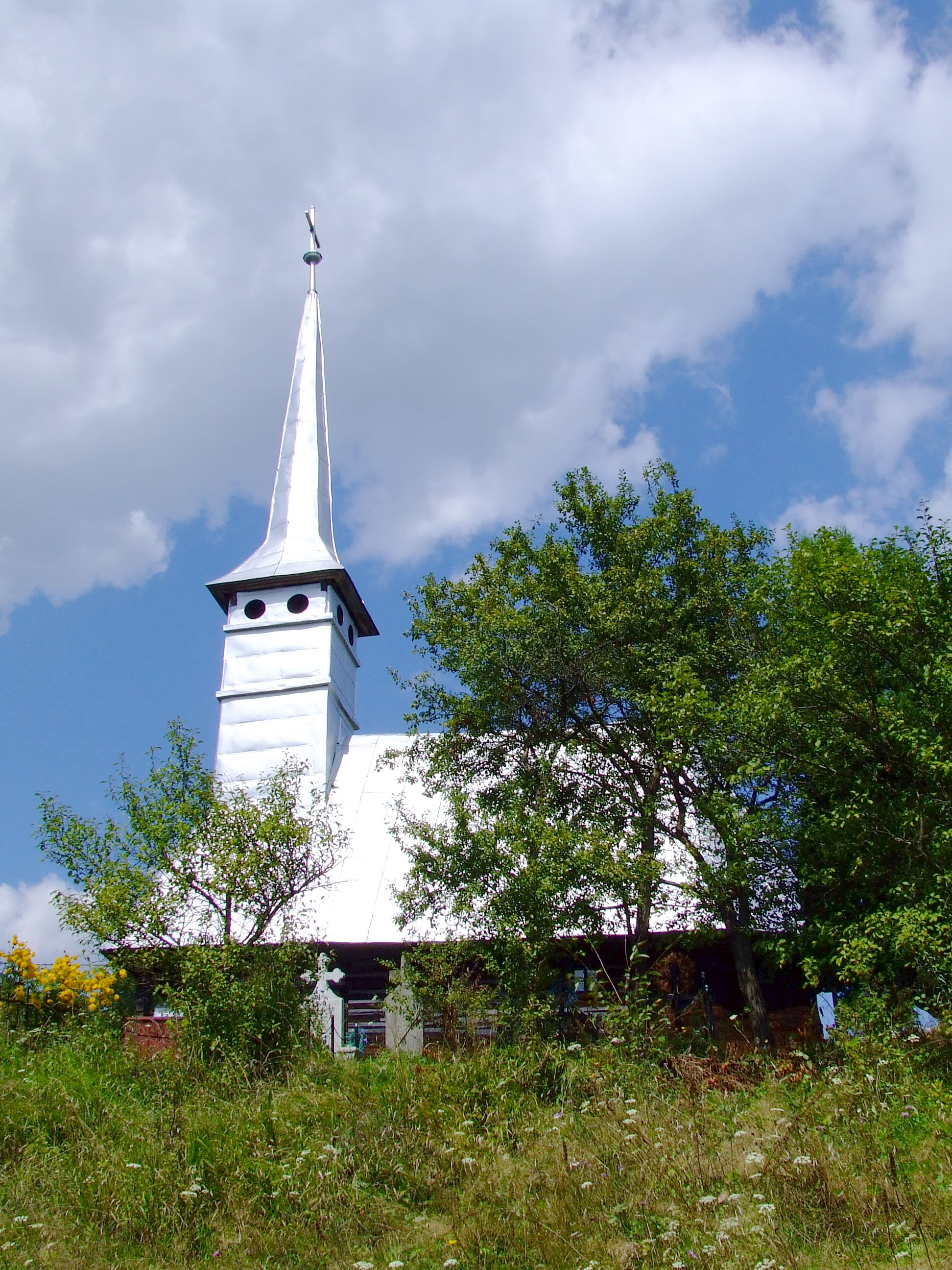
Biserica de lemn din Piroșa

Biserica de lemn din Piroșa se află în localitatea omonimă din județul Sălaj și datează, conform pisaniei din naos, din anul 1862. Biserica se află pe noua listă a monumentelor istorice sub codul LMI:  SJ-II-m-B-05094.

## Istoric
Biserica este datată prin tradiție din 1698, pe lista monumentelor istorice din 1740 și de cercetătoarea Ioana Cristache-Panait din prima jumătate a secolului 19. Trăsăturile formale invocate de cercetătoare par să îi dea dreptate.